# Rugby league

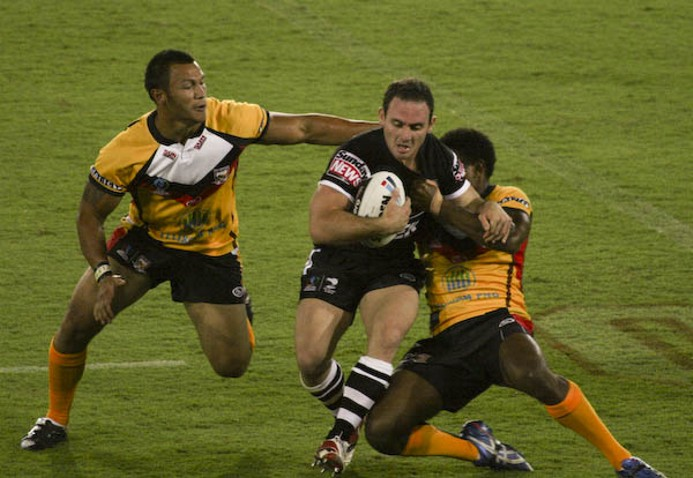
Útočící hráč s míčem se snaží vyhnout dvěma obráncům

Rugby league (také rugby league football, česky třináctkové ragby či třináctky) je kontaktní sport hraný dvěma třináctičlennými týmy na travnatém hřišti. Jde o jeden ze dvou základních druhů ragby (druhým je rugby union). Vznikl v Anglii v roce 1895 oddělením několika klubů od tehdejší Rugby Football Union. Pravidla rugby league se postupně měnila, aby hra byla rychlejší a záživnější pro diváky. Často se udává, že jde o nejtvrdší a fyzicky nejnáročnější týmový sport.
Rugby league patří mezi nejpopulárnější sporty v Anglii, Austrálii, na Novém Zélandu, Francii, Tonze. V Papui Nové Guineji jde o národní sport. Anglická Super League a australsko-novozélandská NRL jsou nejprestižnější soutěže v rugby league. Na mezinárodní scéně dominují převážně týmy z britských ostrovů, Austrálie, Nový Zéland a tichomořské ostrovní státy. Poslední mistrovství světa, pořádané v roce 2013, vyhrála reprezentace Austrálie.

## Historie
V roce 1895 došlo v Anglii k neshodám mezi ragbyovými týmy ze severu a jihu země. Celé to nakonec vyústilo v odtržení týmů ze severu a založení konkurenční asociace Northern Rugby Football Union. Hlavní důvod sporu spočíval v tom, že ragby byla hra vytvořená na prestižních školách a vylučovala profesionalismus, tedy hraní za úplatu. Vlivem popularizace mezi nižšími vrstvami rostl tlak, aby dělníci a především horníci ze severu země dostávali odškodnění za čas strávený hrou a případná zranění. Asociace Rugby Football Union (proto se patnáctkovému ragby říká rugby union) se snažila vzdorovat a v rámci zachování amatérismu dokonce odhlasovala, že se ragby nesmí hrát na hřištích, kde se vybírá vstupné. Kluby z chudšího severu se rozhodly odtrhnou a založit vlastní svaz Northern Rugby Football Union, později přejmenovaný na Rugby League (odtud název sportu). Nový svaz začal skoro okamžitě měnit pravidla a tím vytvořil nové, rychlejší a pro diváky záživnější[zdroj⁠?!] ragby.

### Rugby league v České republice
Rugby league si našlo cestu do České republiky díky bývalému mezinárodnímu hráči rugby union Milanu Mrtýnkovi, který na začátku 21. století založil Českou Asociaci Rugby League. V roce 2006 se Česká republika poprvé zúčastnila prvních mezinárodních zápasů proti Nizozemsku a Srbsku, které těsně prohrála.